# Sierra de la Patagonia

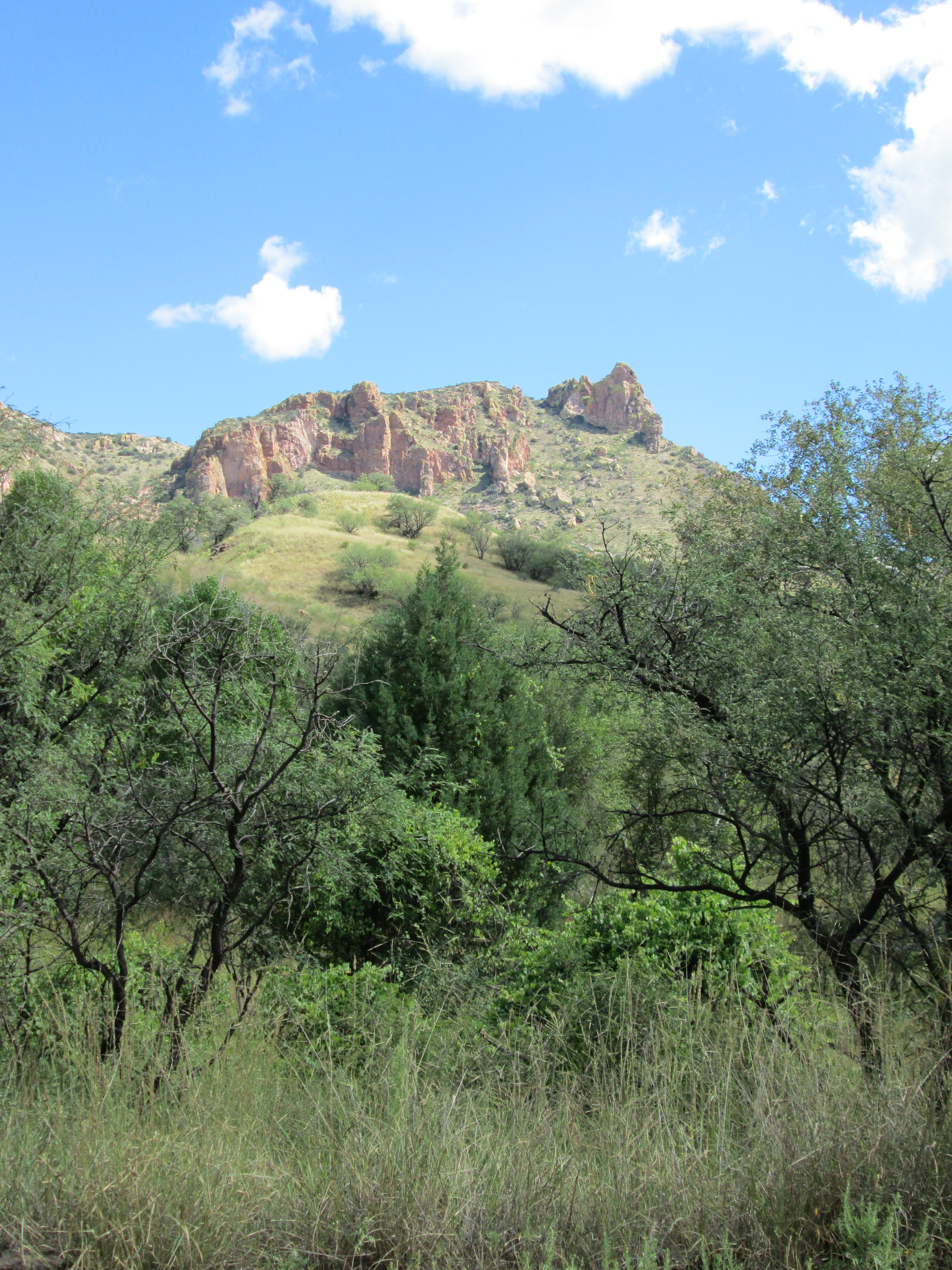
Sierra de Patagonia, Arizona, EEUU.

La sierra de la Patagonia es una alineación montañosa de 15 millas  de longitud al sur de la sierra de Santa Rita, en Arizona, Estados Unidos de América.  El arroyo Sonoita fluye por el valle al norte de la sierra. Ambas sierras, Patagonia y Santa Rita, se encuentran al este del valle del río Santa Cruz. Los pueblos de Nogales, Arizona (Estados Unidos) y Nogales, Sonora (México) se ubican al suroeste de esta sierra; cabe señalar que la sierra de la Patagonia continúa en dirección sur hacia México, donde toma el nombre de sierra San Antonio, un cordal montañoso de 10 millas que va disminuyendo en elevación. Las lomas de Canelo y el valle de San Rafael se ubican al oriente de la sierra.
Estas tres sierras intercomunicadas son parte de las islas del Cielo de la sierra Madre, que se encuentran en la frontera con México.
La carretera estatal 82 de Arizona pasa por el valle del arroyo Sonoita entre las sierras de Santa Rita y de la Patagonia. El lago Patagonia y el pueblo de Patagonia se ubican en este valle.